# Île de Castries
Pour les articles homonymes, voir Castries.
L'île de Castries est l'une des îles de l'archipel des Kerguelen, territoire français du sud de l'océan Indien qui constitue l'un des districts des Terres australes et antarctiques françaises.
Elle est située au nord de la Grande Terre, entre le golfe Choiseul et celui des Baleiniers. Elle est la composante la plus septentrionale du groupe des îles Leygues, groupe auquel appartient également l'île Dauphine.